# 村嶋修
村嶋 修（むらしま おさむ、1956年1月12日 - ）は、日本の元俳優。本名は同じ。
三重県尾鷲市出身。身長181cm、体重67kg。亜細亜大学経済学部卒業。

## 来歴・人物
体育の教師になるつもりで大学で勉強していたが、1977年、大学在学中にテレビ番組『パンチDEデート』への出演がきっかけで芸能事務所からスカウトされ、デビュー。
1978年、特撮テレビドラマ『スターウルフ』の主演に抜擢され、SF作家の小松左京から東 竜也（あずま たつや）の芸名を与えられる。本作終了後は、テレビドラマ『明日の刑事』にレギュラー出演。
1980年のテレビドラマ『青春諸君!』のレギュラー出演を期に芸名を本名に戻し、1980年代前半までテレビドラマを中心に活動した。当時の紹介記事では、渡哲也と竹脇無我を好きな俳優に挙げている。
特技は、柔道（二段）、スキー、水泳。弟がいる。
2018年時点では関係者と連絡が取れない状態となっており、一般社団法人・映像コンテンツ権利処理機構の不明権利者のリストに掲載されていたが、かつて太秦の映像製作アシスタントからフリーランスの写真家に転身した和田裕・広志が2025年3月3日に自身のX（旧：Twitter）にて明かしたところによれば、現在の村嶋は尾鷲市にて健在であるという。

## 出演作品

### テレビドラマ
- 海は甦える（1977年、TBS） -  今村中尉
- スターウルフ（1978年、YTV） - 主演・新星拳 / モーガン・ケン
- 明日の刑事 第47話「モーレツ刑事とダンプ姉ちゃん」 - 第90話「刑事課長死す・日の出署よ永遠に」（1978年 - 1979年、TBS） - 大谷昇刑事
- 大江戸捜査網 第344話「悲恋 女隠密怒りの叫び」（1980年、東京12ch） - 唐沢兵馬
- 青春諸君!（1980年、TBS）
- 土曜ワイド劇場 / 危険な愛情（1980年、ANB）
- 吉宗評判記 暴れん坊将軍（ANB）  
  - 第115話「一攫千金 ご用心」（1980年） - 佐吉
  - 第155話「将軍の花嫁なんていや!」（1981年） - 松岡半兵衛
- 桃太郎侍（1980年、NTV）  
  - 第188話「皿にかかれた人生模様」
  - 第205話「鬼より恐い母がいる」 - 村田辰之進
- 恋人たち（1980年、TBS） - 丹波
- 花王愛の劇場 / わが子よ（1981年、TBS）
- 消防官物語・風に立て（1981年 - 1982年、TBS） - 大西教官
- 遠山の金さん 第10話「高砂や! 泣いて笑った花嫁御寮」（1982年、ANB） - 俊介
- 源九郎旅日記 葵の暴れん坊 第20話「燃やせ玄海 男の炎」（1982年、ANB） - 西条圭之介
- 大河ドラマ / 徳川家康（1983年、NHK総合） - 本多平八郎忠高
- 婦警さんは魔女 第5話「今晩の罰はキスしてキスして!!」（1983年、TBS）
- 銭形平次 第857話「祭囃子に銭が飛ぶ」（1983年、CX） - 卯吉
- 暴れん坊将軍II 第33話「翔べ! 明日に門出の茶の香り（1983年、ANB） - 椎名広三郎
- 新ハングマン 第21話「復讐する女の標的は黒いミサイル」（1984年、ABC） - 安田幹雄

### 映画
- 惑星大戦争（1977年、東宝） - パイロットB[4]
- ピーマン80（1979年、東宝） - 刑事
- おんな6丁目 蜜の味（1982年、東映） - 孝史
- 四畳半色の濡衣（1983年、東映） - 昭彦